# Lineidae
Lineidae is een familie van snoerwormen, behorend tot de orde van de Heteronemertea.
De familie bestaat uit de volgende geslachten:
- Adenorhagas (Riser, 1990)
- Aetheolineus (Senz, 1993)
- Ammolineus (Senz, 2001)
- Amniclineus (Gibson & Qi, 1991)
- Amorphonemertes (Cantell, 1998)
- Antarctolineus (Müller & Scripcariu, 1964)
- Australineus (Gibson, 1990)
- Bennettiella (Gibson, 1982)
- Cephalurichus (Gibson, 1985)
- Cerebratulina (Gibson, 1990)
- Cerebratulus (Renier, 1804)
- Colemaniella (Gibson, 1982)
- Corsoua (Corrêa, 1963)
- Craticulineus (Gibson, 1984)
- Diplopleura (Stimpson, 1857)
- Dokonemertes (Gibson, 1985)
- Dushia (Corrêa, 1963)
- Eousia (Gibson, 1990)
- Euborlasia (Vaillant, 1890)
- Evelineus (Corrêa, 1954)
- Flaminga (Corrêa, 1957)
- Fragilonemertes (Riser, 1998)
- Gastropion (Moretto, 1998)
- Heteroenopleus (Wern, 1998)
- Heteronemertes (Chernyshev, 1995)
- Hinumanemertes (Iwata, 1970)
- Huilkia (de la Serna de Esteban & Moretto, 1968)
- Iwatanemertes (Gibson, 1990)
- Kirsteueria (Gibson, 1978)
- Kohnia (Sundberg & Gibson, 1995)
- Kulikovia (Chernyshev, Polyakova, Turanov & Kajihara, 2017)
- Leucocephalonemertes (Cantell, 1996)
- Lineopsella (Friedrich, 1970)
- Lineopselloides (Gibson, 1990)
- Lineopsis (Staub, 1900; not Friedrich, 1958)
- Lineus (Sowerby, 1806)
- Maculaura (Hiebert & Maslakova, 2015)
- Micconemertes (Gibson, 1997)
- Micrellides (Gibson, 1985)
- Micrura (Ehrenberg, 1828)

- Micrurides
- Micrurimorpha (Korotkevich, 1980)
- Micrurina (Stiasny-Wijnhoff, 1942)
- Micrurinella (Friedrich, 1960)
- Myorhynchonemertes (Senz, 1997)
- Nemertoscolex (Greeff, 1879)
- Nipponomicrura (Chernyshev, 1995)
- Notospermus (Huschke, 1829)
- Oxypolella (Bergendal, 1902)
- Oxypolia (Punnett, 1901)
- Paracerebratulus (Senz, 1997)
- Paralineopsis (Iwata, 1993)
- Paralineus (Schütz, 1911)
- Paramicrura (Gibson & Sundberg, 1992)
- Paramicrurinella (Gibson, 1985)
- Parapolia (Coe, 1895)
- Parborlasia (Friedrich, 1970)
- Parvicirrus (Ris, 1993)
- Peavinenemertes (Iwata, 2011)
- Perissonemertes (Gibson, 1990)
- Pontolineus
- Praealbonemertes (Cantel, 1993)
- Pseudomicrura (Strand & Sundberg, 2011)
- Pussylineus (Corrêa, 1956)
- Quasilineus (Gibson, 1981)
- Quasiutolineides (Senz, 2001)
- Ramphogordius (Rathke, 1843)
- Riseriellus
- Siphonenteron (Meneghini in Renier, 1847)
- Tarrhomyos (Riser, 1993)
- Tenuilineus (Riser, 1993)
- Uricholemma (Sundberg & Gibson, 1995)
- Utolineides (Senz, 1997)
- Utolineus (Gibson, 1990)
- Valencinina (Gibson, 1981)
- Valencinura (Bergendal, 1902)
- Wiotkenia (de la Serna de Esteban & Moretto, 1969)
- Yininemertes (Sun & Lu, 2008)
- Zodionemertes (Gibson, 1985)
- Zygeupolia (Thompson, 1900)